# Zatoka Adventure
Zatoka Adventure (ang. Adventure Bay) – nazwa zatoki leżącej u wschodnich wybrzeży wyspy Bruny w australijskim stanie Tasmania i jednocześnie nazwa osady leżącej nad tą zatoką. Według spisu ludności z 2006 roku, osadę zamieszkiwało 152 osoby.

## Wczesna historia
Pierwszą europejską wyprawą, jaka tam dotarła, była wyprawa Abela Tasmana, który w tamtej okolicy poszukiwał przystani dla swoich statków – "Heemskerck" i "Zeehaen". Tasman próbował zakotwiczyć w Adventure Bay pod koniec listopada 1642 roku, ale wskutek sztormu, jego statki zostały zepchnięte na ocean. To było powodem do nazwania przez Tasmana tej zatoki Storm Bay (Zatoką Burzową).
Zmiana tej nazwy, na nazwę do dziś używaną, nastąpiła w marcu 1773 roku, gdy do zatoki wpłynął HMS "Adventure" – jeden z dwóch okrętów Jamesa Cooka biorących udział w jego drugiej wyprawie badawczej – dowodzony przez kapitana Tobiasa Furneaux. "Adventure" płynął wtedy samotnie, po tym, gdy w styczniu 1773 roku obydwa okręty Cooka zgubiły siebie nawzajem w gęstej mgle. Furneaux nazwał zatokę na cześć swojego osamotnionego okrętu i spędził w niej pięć dni.  
Na temat Zatoki Adventure Furneaux zapisał w swoim dzienniku:
"Na południowy zachód od pierwszego źródła wody jest duża laguna, która, jak mniemam, jest pełna ryb, ponieważ jeden z naszych gentlemanów złapał ponad dwa tuziny trociów i upolował oposa, który był jedynym zwierzęciem, jakie widzieliśmy. Jest tu bardzo wiele drzew gumowych o dużej grubości i wysokości, z których jedno miało obwód 26 stóp a gałęzie zaczynały się od wysokości 20 stóp."
Niektórzy z członków załogi "Adventure" zauważyli ślady zwierzęcia, które uznali za małego jelenia, choć prawdopodobnie w rzeczywistości były to ślady kangura. Furneaux znalazł też ślady bytności Aborygenów w formie "kilku chat lub wigwamów na brzegu, z kilkoma torbami z trawy, w których przenoszą swoje skorupiaki", ale gałęzie, z których były zbudowane te chaty, były "rozdzielone i porozrywane" i nie było tam "ani najmniejszego śladu po żadnych ludziach".
Nazwa Storm Bay, jaką nadał zatoce Abel Tasman, przetrwała do dziś lecz  "zmieniono jej lokalizację". Obecnie miano Storm Bay nosi zatoka leżąca na północ i północny wschód od Adventure Bay, do której wpada rzeka Derwent, mająca tam swoje estuarium.

## Europejskie osadnictwo
Wiarygodnie skartografowana i mogąca dostarczyć obfitych ilości świeżej wody i pożywnienia, Adventure Bay szybko stała się popularnym kotwicowiskiem dla europejskich statków. Postój zrobił tam James Cook ("Resolution" i "Discovery" kotwicowały tam pomiędzy 27 a 30 stycznia 1777 roku) podczas swojej trzeciej wyprawy, podobnie dwukrotnie zrobił William Bligh – w 1788 roku, podczas wyprawy na HMS "Bounty" i w 1792 dowodząc HMS "Providence". Innymi byli: Bruni d'Entrecasteaux dowodzący "Recherché" (w 1792 i w 1793 roku) oraz dowódca korwety "Géographe" – Nicolas Baudin (1802 rok). Nieudaną próbę wpłynięcia do zatoki podjął również, w 1798 roku, Matthew Flinders na statku Norfolk. 
W 1798 roku w Zatoce Adventure powstała stacja wielorybnicza. 
W XIX i XX wieku była ona używana przez przemysł drzewny. Osłonięta przed silnymi północno-wschodnimi wiatrami osada Adventure Bay leży na południowym krańcu zatoki. Była ona miejscem dla tartaków oraz pirsem dla statków wywożących stąd drewno. Z powodu niebezpiecznych północno-wschodnich wiatrów, wiele statków zostało odepchniętych od brzegów zatoki i zatopionych. Największym z nich był bryg "Natal Queen", o pojemności brutto 241 ton, który zatonął w 24 czerwca 1909 roku.
Pomiędzy 1 grudnia 1890 roku a 1974 rokiem w Adventure Bay znajdował się urząd pocztowy.
Obecnie Adventure Bay stanowi atrakcję turystyczną.